# Nieuw Ensemble
Le Nieuw Ensemble est un ensemble instrumental néerlandais spécialisé dans l'interprétation de musique contemporaine, actif entre 1980 et 2019.

## Historique
Le Nieuw Ensemble est fondé en 1980.
Composée à l'origine d'un quintette instrumental (clarinette basse, violon, mandoline, guitare et percussion), la formation s'étend au fil des ans pour se stabiliser à un effectif de douze instrumentistes (flûte, hautbois, clarinette, mandoline, guitare, harpe, piano, percussion, violon, alto, violoncelle et contrebasse), dirigés depuis 1982 par Ed Spanjaard.
Le répertoire de l'ensemble est principalement constitué d'œuvres composées à son intention par des compositeurs contemporains.
Pour le 10e anniversaire de l'ensemble, le Nieuw Ensemble a par exemple passé des commandes d'œuvres à Gerard Brophy, Huib Emmer (en) (Mélodies), Franco Donatoni, Brian Ferneyhough, Ștefan Niculescu (en) (Octoplum, 1985), Luis de Pablo (Libro de imagenes, 1991) et Richard Rijnvos (en) (Quad pour contralato et 4 groupes instrumentaux).
Le Nieuw Ensemble cesse ses activités à la fin de l'année 2019. Ed Spanjaard était chef permanent de l'ensemble et Joël Bons directeur artistique.

## Créations
Le Nieuw Ensemble est le créateur d'œuvres d'Elliott Carter (Luimen, 1998), Unsuk Chin (Cosmigimmicks, 2012), Franco Donatoni (Alfred, Alfred, opéra-comique, 1998), Brian Ferneyhough (Shadowtime, opéra, 2004), Theo Loevendie (Vénus et Adonis, 1980) et Brice Pauset (Vita Nova, 2007), notamment.